# Гусарова Оксана
Окса́на Гуса́рова (* 1973) —  українська наїзниця з виїздки.

## З життєпису
Народилася 1970 року в місті Київ.
2010 стала переможницею Середнього Призу № 1 у першій групі.
Представляючи Україну, брала участь у двох чемпіонатах Європи з виїздки в 2017 і 2019 роках.
Під час Чемпіонату Європи FEI 2019 року виступала за Україну в індивідуальних змаганнях.